# Оллепа
О́ллепа (ест. Ollepa küla) — село в Естонії, у волості Тюрі повіту Ярвамаа.

## Населення
Чисельність населення на 31 грудня 2011 року становила 83 особи.